# Caernarfonshire
Caernarfonshire (Walisisch: Sir Gaernarfon), auch Caernarvonshire oder Carnarvonshire ist eine der dreizehn traditionellen Grafschaften sowie eine ehemalige Verwaltungsgrafschaft von Wales. Historische Hauptstadt und namensgebender Ort ist die Stadt Caernarfon.

## Geografie
Die Grafschaft liegt im Nordwesten von Wales am Meer und grenzt landseitig an Denbighshire und Merionethshire. Die Insel Anglesey ist Caernarfonshire vorgelagert. Die Landschaft wird durch den Snowdonia-Nationalpark mit dem Snowdon, dem höchsten Berg von Wales geprägt. Der Nordwesten wird von der Lleyn-Halbinsel eingenommen. Die Ostgrenze bildet der Fluss Conwy. Bedeutende Orte neben Caernarfon sind Bangor, Betws-y-Coed, Conwy, Llandudno, Porthmadog und Pwllheli.
1961 hatte die Grafschaft 121.194 Einwohner auf 1.473 km².

## Verwaltungsgeschichte
Bis 1974 war Caernarfonshire eine Verwaltungsgrafschaft und wurde dann auf die drei Districts Aberconwy, Arfon und Dwyfor der neugebildeten Grafschaft Gwynedd aufgeteilt. Seit der Verwaltungsreform von 1996 ist das Gebiet der Grafschaft auf die Unitary Authorities Gwynedd und Conwy County Borough aufgeteilt.